# Âm phụt
Trong ngữ âm học, âm phụt (tiếng Anh: ejective consonant) là những phụ âm được phát âm mà không cần luồng hơi từ phổi, xuất hiện ở một số ngôn ngữ trên thế giới.